# Заречаны (Житомирская область)
Зареча́ны (укр. Зарічани) — село на Украине, основано в 1650 году, находится в Житомирском районе Житомирской области.
Код КОАТУУ — 1822082501. Население по переписи 2007 года составляет 2439 человек. Почтовый индекс — 12440. Телефонный код — 412. Занимает площадь 1,93 км².

## История
В 1946 году указом ПВС УССР село Псище переименовано в Заречаны.

## Адрес сельского совета
12440, Житомирская область, Житомирский р-н, с. Заречаны, пер. Школьный, 8

## Известные уроженцы
- Андрющенко, Владимир Кузьмич (1919—1986) — Герой Советского Союза (1944), генерал-лейтенант (1968).